# Warudoyong (Warudoyong)
Warudoyong is een bestuurslaag in de stadsgemeente Kota Sukabumi van de provincie West-Java, Indonesië. Warudoyong telt 5849 inwoners (volkstelling 2010).